# Eelco van Kleffens

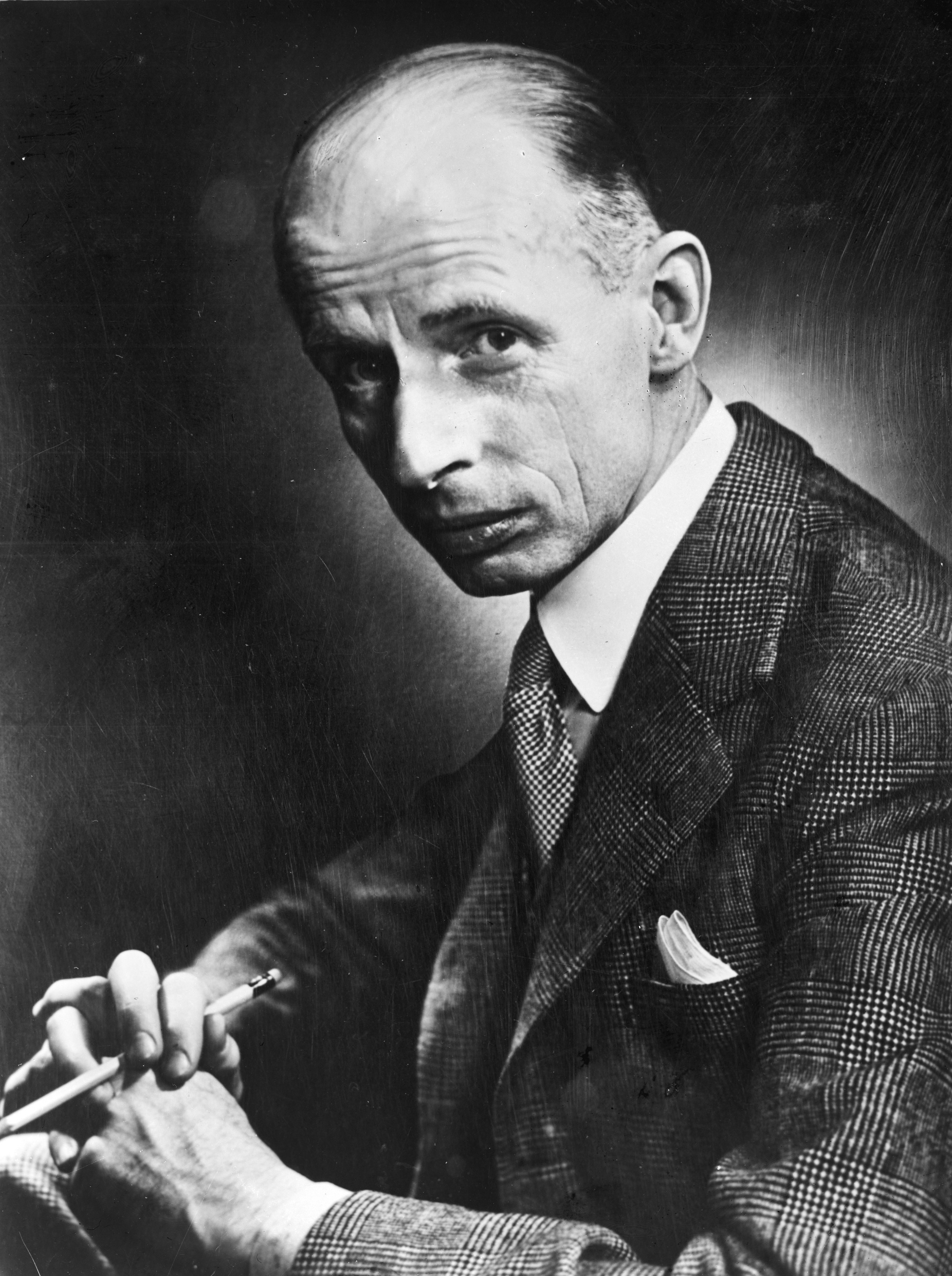
Eelco van Kleffens

Eelco Nicolaas van Kleffens (Heerenveen, 17 de novembro de 1894 – Almoçageme, Portugal, 17 de junho de 1983) foi um político e diplomata dos Países Baixos.
Eelco van Kleffens nasceu numa família de origem frísia. Foi doutorado em Direito pela Universidade de Leiden e trabalhou no secretariado da Liga das Nações e também no ministério neerlandês dos Negócios Estrangeiros.
Van Kleffens chegou a ministro dos Negócios Estrangeiros em 1939, poucas semanas antes do início da Segunda Guerra Mundial, e integrou o governo no exílio nesse período. Manteve o cargo até 1946. Em 1947 foi nomeado embaixador nos Estados Unidos, e em 1950 embaixador em Portugal.
Em 1954 van Kleffens foi nomeado para Presidente da Assembleia Geral das Nações Unidas.
Van Kleffens foi o representante neerlandês na NATO e na OCDE de 1956 a 1958, e na Comunidade Europeia do Carvão e do Aço de 1958 a 1967. Após isso, retirou-se para viver em Portugal (em Almoçageme) onde faleceu em 17 de junho de 1983.